# 31937 Kangsunwoo
31937 Kangsunwoo este un asteroid din centura principală de asteroizi.

## Descriere
31937 Kangsunwoo este un asteroid din centura principală de asteroizi. A fost descoperit pe 7 aprilie 2000 la Socorro, New Mexico, în cadrul proiectului LINEAR. Asteroidul prezintă o orbită caracterizată de o semiaxă mare de 2,23 ua, o excentricitate de 0,14 și o înclinație de 4,6° în raport cu ecliptica.